# Karma (gruppo musicale)
I Karma sono un gruppo musicale milanese formatosi nel 1990.

## Storia
Nati nel 1990 a Milano con il nome "Circle of Karma", compongono dapprima brani in inglese, registrando un album intero senza mai pubblicarlo. Anni dopo, rifanno le registrazioni dei brani ma cantandoli in italiano, e nasce così Karma, il loro primo album, pubblicato nel 1994.
Due anni dopo esce il loro secondo album Astronotus, con sonorità molto più rivolte alla psichedelia, e con sonorità etniche più marcate rispetto al primo lavoro. 
Dopo il secondo album e 22000 copie vendute i Karma sono spariti dalla scena musicale, ma nel 2006 si torna a parlare di loro.
Il cantante David Moretti partecipa al progetto di beneficenza Rezophonic, a cura di Mario Riso, e interpreta il brano Spasimo.
Dopo una pausa più che decennale nell'aprile 2010 i Karma danno inizio a un reunion tour con la data del 24 aprile 2010 presso il Reamp Festival a Verona. Tra i festival estivi a cui suonano spicca il MI AMI Festival.
Il 21 aprile 2023 viene annunciata la pubblicazione del terzo album K3 in concomitanza con la pubblicazione del singolo Neri relitti. L'album è uscito il 27 ottobre 2023 per l'etichetta Vrec Music Label. Dall'album sono estratti anche i singoli Corda di parole e Atlante. A settembre 2023 la band annuncia il K3 Tour con Ralph Salati (Destrage) alle chitarre che toccherà 8 provincie della penisola e pubblica i singoli Goliath e Luce esatta.

## Juan Mordecai
Dalle ceneri dei Karma nei primi mesi del 2007 nacque il side-project di David Moretti e Andrea Viti denominato "Juan Mordecai" che dai Karma mutuano i componenti già citati, Diego Besozzi (batteria), Pacho (batteria, percussioni),  oltre ad avvalersi di parecchi ospiti come Andrea Bacchini (chitarre), Xabier Iriondo (rumori, pedali, mahai metak, metak weevil), Gianluca Mancini (piano, organo), Steve Melchiorre: (lap steel), Max Prandi: (armonica),  Simone Valbonetti: (chitarra acustica), Dave Muldoon e Cristina Viti (cori).
Nell'unico disco uscito, dal titolo Songs of Flesh and Blood , non cantano più in italiano ma in inglese; pur mantenendo intatte le caratteristiche sonorità etniche e psichedeliche si discostano dal sound assimilabile al grunge che aveva caratterizzato la formazione originale; dal vivo, nella come nella tradizione psichedelica, si accompagnano anche a video proiezioni, in questo caso del video artista Claudio Sinatti.

## Formazione
- David Moretti - voce e chitarra
- Andrea Bacchini - chitarra
- Andrea Viti - basso
- Diego Besozzi - batteria
- Alessandro "Pacho" Rossi - percussioni

## Discografia
Album in studio
- 1994 - Karma
- 1996 - Astronotus
- 2023 - K3